# Miconia dissitiflora
Miconia dissitiflora är en tvåhjärtbladig växtart som beskrevs av Frank Almeda. Miconia dissitiflora ingår i släktet Miconia och familjen Melastomataceae.
Artens utbredningsområde är Costa Rica. Inga underarter finns listade i Catalogue of Life.